# Giudicato di Cagliari
Il giudicato di Calari o anche di Pluminos (in latino Iudicatus Karalitanus), impropriamente chiamato Giudicato di Cagliari, era uno Stato sovrano ed indipendente che nel medioevo si estendeva nella parte meridionale della Sardegna, comprendendo le attuali subregioni del Basso e Medio Campidano, il Sulcis-Iglesiente, l'Ogliastra e parte della Barbagia, oggi comprese nella provincia del Sud Sardegna, nella città metropolitana di Cagliari e nella provincia di Nuoro. Confinava a nord con il giudicato di Arborea, in piccola parte con il giudicato di Torres e il giudicato di Gallura.
Erede diretto dell'Arcontato sardo da cui si staccarono successivamente gli altri giudicati, conservò a lungo nelle istituzioni lingua e costumi greco-bizantini. La sua durata fu di circa 300 anni, dal X-XI secolo al 1258. A capo del regno (logu) vi erano il monarca, denominato giudice (judike), e un consiglio deliberativo (Corona de Logu). La "capitale" era ubicata a Santa Igia, rasa al suolo nel 1258, i cui resti si trovano ancora nella parte occidentale dell'odierna Cagliari.

## Storia

### Le origini
La data esatta della nascita del regno di Cagliari non è nota. Dopo la conquista bizantina della Sardegna, avvenuta nel 534 ad opera di Giustiniano, l'isola entrò a far parte della prefettura d'Africa che comprendeva anche la Corsica, le Baleari, il nord Africa occidentale e parte della Spagna meridionale; il praeses di Sardegna, che sottostava al prefetto di Cartagine, risiedeva a Caralis mentre il dux aveva sede a Forum Traiani.
Nel 551 la Sardegna venne occupata dagli Ostrogoti ma fu ripresa dai Bizantini dopo la fine della guerra gotica. A causa della guerra con i Longobardi, intorno al 582 l'imperatore bizantino Tiberio II trasformò la prefettura d'Africa in esarcato d'Africa.
Con la conquista di Cartagine da parte degli arabi avvenuta nel 698 l'isola fu aggregata all'esarcato d'Italia, con capitale Ravenna. Ad un certo punto la figura del dux scomparve e il praeses, detto ormai iudex provinciae, divenne la massima autorità sull'isola che a partire dal VIII secolo si rese sostanzialmente autonoma da Bisanzio.
Nei decenni successivi a causa soprattutto della necessità di difendersi dalle incursioni dei saraceni, cui i bizantini non riuscivano ad opporsi efficacemente (tant'è che nell'anno 815, "legati sardorum de Calari civitate dona ferentes", ambasciatori sardi recanti doni inviati dallo iudex provinciae di Caralis, si presentarono alla corte di Ludovico il Pio, in Francoforte per chiedere aiuti), portarono pian piano verso la formazione di stati sardi indipendenti.
La prima notizia ufficiale sull'esistenza di una molteplicità di signori locali è contenuta in una lettera di papa Niccolò I, datata 864, in cui il pontefice chiede ai sovrani sardi di evitare i matrimoni fra consanguinei.
Tuttavia ancora nel X e nell'XI secolo è menzionato un arconte  (o giudice) unico di Sardegna in alcune iscrizioni in lingua greca bizantina rinvenute ad Assemini, Sant'Antioco e Villasor. Citando Arrigo Solmi: «Non si deve dimenticare che nella storia formativa delle istituzioni politiche sarde il giudicato di Cagliari rappresenta il nucleo più antico e che da esso, è presumibile, si sono staccati gli altri tutti per uno svolgimento diretto e spontaneo delle vecchie istituzioni bizantine.».

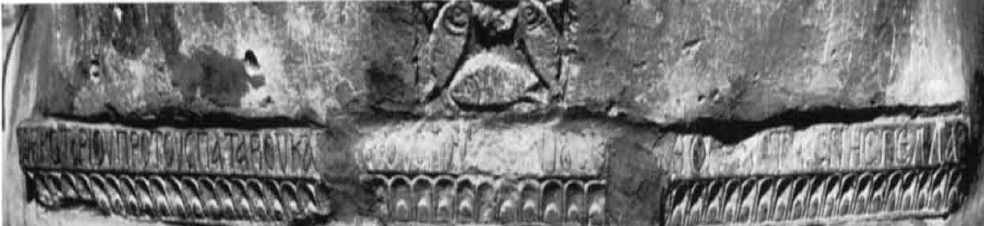
Iscrizione greca del X-XI secolo dalla Basilica di Sant'Antioco Martire, sono menzionati il Protospatario Torchitorio, l'arconte Salusio e Sinispella

### XI secolo

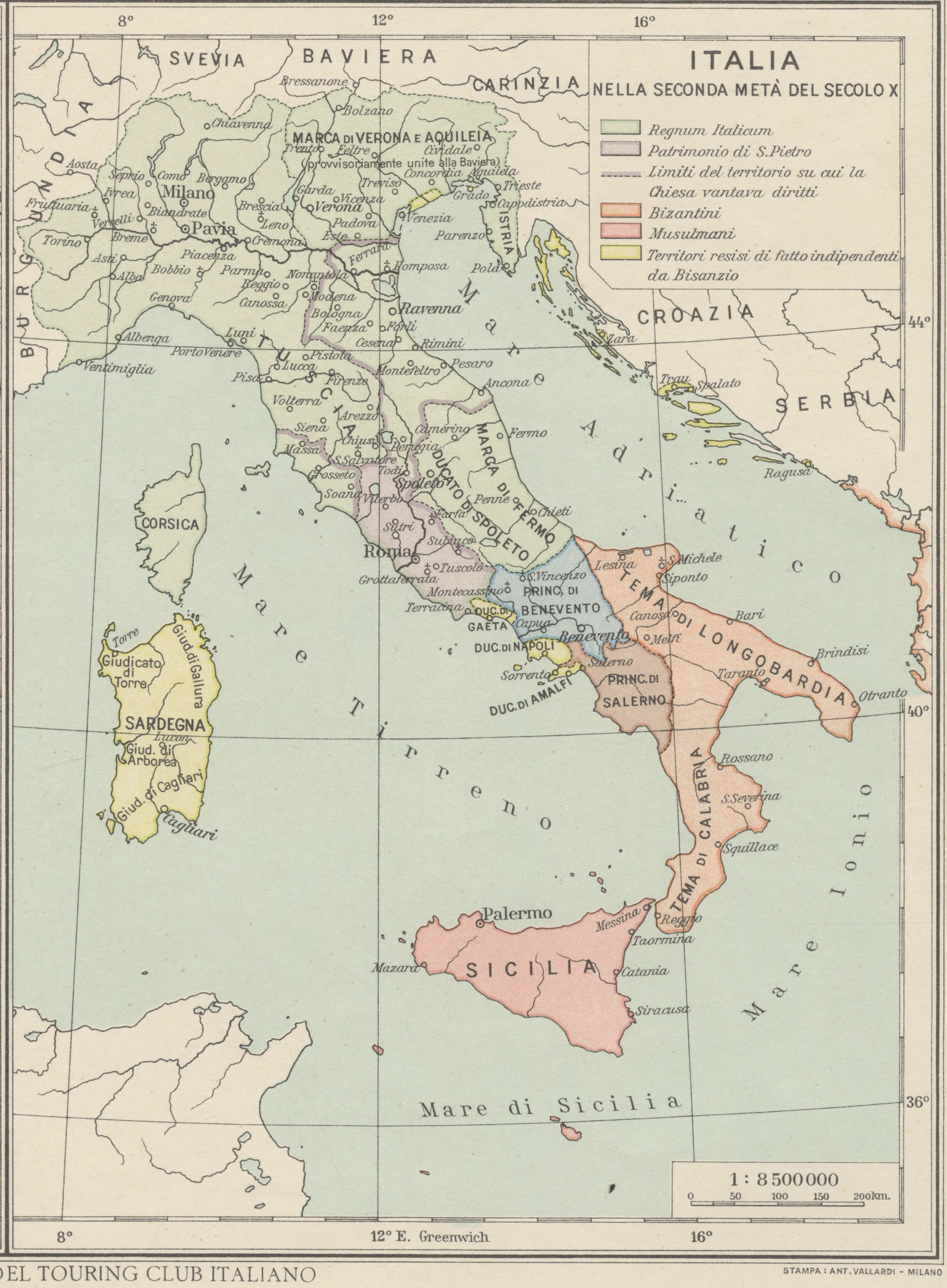
Mappa d'Italia nella seconda metà del X secolo

Dalle cronache si evince che tale Mujāhid al-ʿĀmirī, meglio noto come Mugeto, signore della Taifa di Dénia in Spagna (forse di origine cristiana), nel 1015 cercò di invadere la Sardegna. Lo scontro si svolse nel Campidano di Cagliari dove perse la vita Malut (il Signore o il Re), guida delle milizie sarde. Le forze arabe, nonostante la vittoria, fecero ritorno in Spagna, tentando un nuovo attacco nella primavera del 1016 sventato dalle flotte pisano-genovesi.
Le prime notizie ufficiali sul giudicato di Cagliari fanno riferimento all'elezione a giudice di Mariano I Salusio I, della dinastia dei Lacon-Gunale, che venne quindi considerato il primo sovrano di Cagliari, anche se probabilmente ve ne furono altri prima di lui.
Mariano I morì nel 1058 e gli succedette il figlio, Orzocco Torchitorio I, che regnò durante il periodo della riforma gregoriana della chiesa cattolica. Orzocco sostenne il papato con donazioni e favorendo i monaci benedettini di Montecassino che in quel periodo sbarcarono in Sardegna. Ebbe sei figli, Costantino, Pietro Sergio, Orzocorre, Gonario, e Torbeno. Alla sua morte, nel 1089, gli successe il primogenito Costantino con il nome di Costantino I Salusio II.

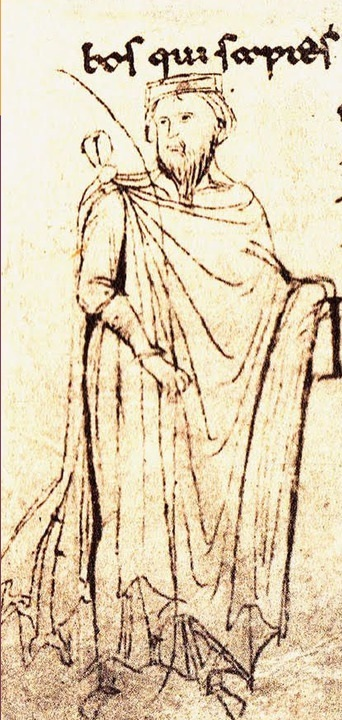
Orzocco Torchitorio di Cagliari, Registrum Petri Diaconi

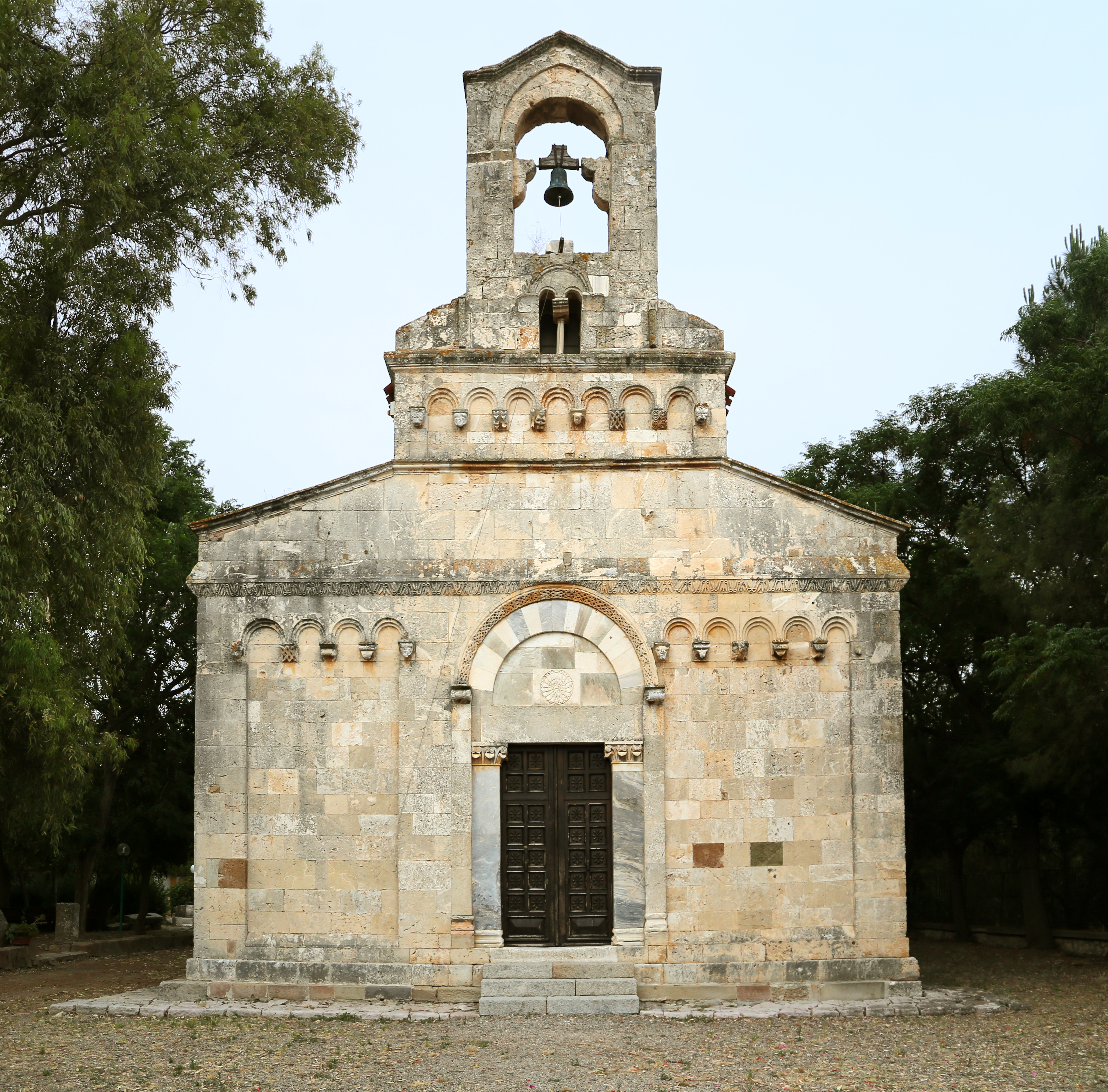
Chiesa di Santa Maria (Uta)

Costantino continuò l'appoggio alla riforma gregoriana della chiesa e iniziò un'opera di modernizzazione del giudicato con il supporto dei benedettini, arrivati nel giudicato durante il governo dei genitori, donando ai monaci vittorini di Marsiglia la basilica di San Saturnino e altre proprietà nel territorio giudicale. In seguito mise Cagliari sotto l'autorità dell'arcivescovo di Pisa, Lamberto. La data della sua morte non è certa in quanto la sua ultima partecipazione in pubblici documenti è del 1090, ma il suo successore, il figlio Mariano II Torchitorio II, non apparve prima del 1103. Probabilmente alla scomparsa di Costantino gli succedette per un breve periodo il fratello Torbeno.

### XII secolo
Mariano II cercò di mantenere una posizione equidistante fra le repubbliche marinare di Genova e Pisa, che si mostravano sempre più interessate alle sorti dei giudicati sardi. Nel 1114 sostenne, insieme al giudice di Torres Costantino I, la spedizione pisana contro la taifa musulmana delle Baleari.
Alla morte di Mariano, nel 1130, gli succedette il suo unico erede Costantino, che fu giudice con il nome di Costantino II Salusio III. Questi continuò l'opera dei predecessori favorendo lo sviluppo del monachesimo nel giudicato che era portatore di sviluppo economico, tecnologico, culturale, nonché di forti legami con l'Europa continentale. Costantino morì nel 1163 senza figli maschi, estinguendo in tal modo la casata.
Il successore di Costantino II fu Pietro di Torres, marito della prima figlia di Costantino II e figlio del giudice turritano Gonario II, che salì al trono con il nome dinastico di Pietro Torchitorio III. Appena insediato Pietro fu costretto a difendersi da un usurpatore filo-genovese sostenuto da Barisone I d'Arborea. Pietro chiese quindi aiuto al fratello, Barisone II di Torres, e con il suo appoggio invase il giudicato arborense. Nel 1168 Pietro raggiunse un accordo con i genovesi cui concesse il monopolio per il commercio nel territorio del giudicato. I pisani, preoccupati per i loro traffici economici, gli misero contro il cognato, Oberto Obertenghi di Massa, marito di Giorgia, la figlia secondogenita di Costantino II.
Nel 1187 Oberto, con l'aiuto del figlio, invase il giudicato e sconfisse Pietro che si rifugiò dal fratello Barisone a Torres.

### Il regno di Guglielmo I Salusio IV (1187-1214)
Dopo la sconfitta di Pietro fu eletto il nipote Guglielmo, figlio di Oberto e di Giorgia, che diventò giudice nel 1187 con il nome di Guglielmo I Salusio IV, inaugurando la nuova dinastia dei Lacon-Massa. Guglielmo era un uomo d'azione e farà della guerra la sua principale attività. Da alcune fonti si deduce che subito dopo l'investitura partecipò alla terza crociata (1189-1192). In quel periodo probabilmente il giudicato fu retto dal padre Oberto di Massa.
Al suo ritorno a Cagliari Guglielmo trovò che il regno, filopisano, era stretto fra i giudicati di Torres e Arborea, filogenovesi. Temendo che il giudice di Torres Costantino IV, che nel 1191 aveva stipulato un patto con Genova, potesse costituire un pericolo, nel 1194 invase il suo regno seminandovi terrore e distruzione. Conquistò il Goceano ed espugnò il castello omonimo dove risiedeva Prunisinda, la moglie catalana di Costantino II, che imprigionò nella fortezza di Santa Igia, secondo alcune fonti dopo averla violentata. Nel marzo 1195, con la mediazione del comune di Pisa, fu configurato un accordo che prevedeva la liberazione della giudicessa e il diritto da parte di Costantino di riscattare, dietro congruo pagamento, il Goceano; il trattato non ebbe però esito e per cercare di risolvere la questione si recò perciò in Sardegna l'arcivescovo Ubaldo Lanfranchi. Nonostante le trattative in corso Costantino ruppe la tregua, venendo per questo scomunicato da Ubaldo, e riprese la guerra contro Guglielmo, occupando il castello del Goceano, ma Prunisinda morì di stenti nelle prigioni di Santa Igia. La guerra fra Costantino e Guglielmo proseguì fino alla morte del primo, avvenuta nel 1198. Intanto nel 1196 una flotta genovese si presentò sulle coste cagliaritane; Guglielmo tentò di respingere gli invasori ma fu sconfitto e i liguri distrussero il palazzo giudicale di Santa Igia.
Nel 1195 Guglielmo aveva mosso guerra anche al giudicato di Arborea, retto dai filogenovesi Pietro I e Ugone I di Bas. Guglielmo sconfisse l'esercito dei rivali, catturò Pietro insieme al figlio Barisone, marciò su Oristano e la assogettò, facendosi poi riconoscere come sovrano di Arborea.
Il giudice, dopo la morte di Barisone I, rivolse poi le sue mire espansionistiche al giudicato di Gallura. Guglielmo imprigionò la vedova e la figlia Elena, impegnando quest'ultima a contrarre matrimonio con suo cognato Guglielmo Malaspina e occupò parte del territorio giudicale; ma poco dopo, su pressione del pontefice Innocenzo III, rinunciò al progetto.
Nel frattempo, negli ultimi anni del secolo, Guglielmo si accordò con Ugone I di Bas a cui diede in sposa sua figlia Preziosa (o Preciosa). A seguito di un altro accordo stipulato tra i due nell'ottobre del 1206 il giudicato di Cagliari si annetté parte della Marmilla. 

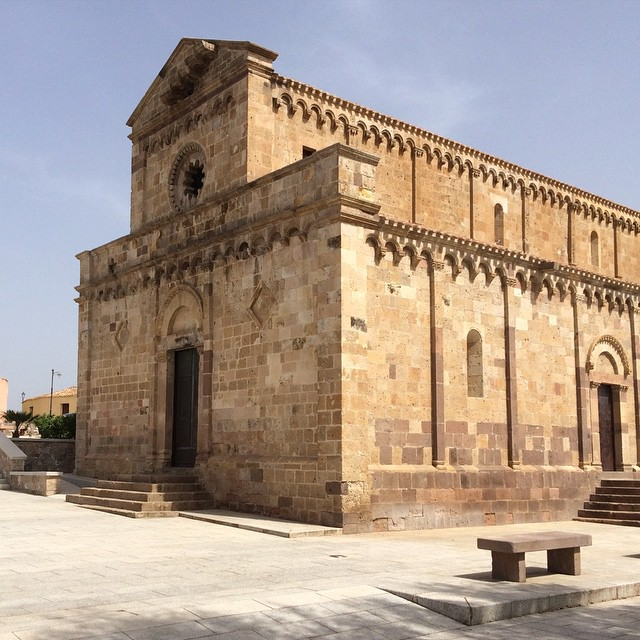
Chiesa di Santa Maria di Monserrato (1213-1282), Tratalias

Nel 1204 Guglielmo liberò Barisone (figlio di Pietro I d'Arborea), futuro marito della figlia Benedetta. Il giudice, trasferitosi a Pisa per curare i suoi interessi in Toscana, morì, senza eredi maschi, tra il 1213 e il 1214 lasciando il giudicato di Cagliari nella sua massima espansione. Il regno passò, dunque, alla primogenita Benedetta (1214-1232) ed al di lei marito Barisone Torchitorio IV (1214-1217), giudice di Arborea dal 1213.

### Prosieguo del XIII secolo
Nel 1215 il giudicato venne attaccato dal sovrano di Gallura Lamberto Visconti che organizzò una grande flotta e sbarcò con i suoi armati a Cagliari costringendo la giudicessa e Barisone a cedere ai pisani il possesso della collina ad est di Santa Igia, in seguito chiamata "Castello", e a dare loro l'autorizzazione a costruirvi una fortificazione in cui si insediarono i mercanti pisani per poter meglio controllare e difendere i loro traffici. Il nuovo borgo fortificato, costruito tra il 1216 e il 1217, fu chiamato Castel di Castro e costituirà il primo nucleo abitativo della moderna città di Cagliari. 

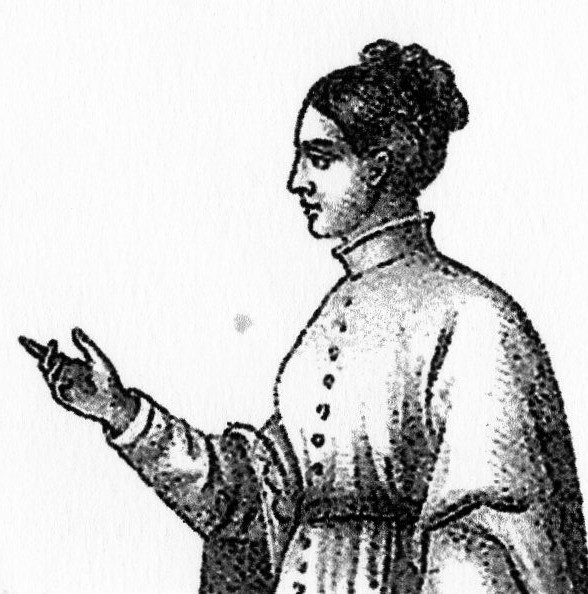
Benedetta di Cagliari

Barisone morì nel 1217 lasciando il figlio Guglielmo appena nato. La Corona de Logu, quindi, elesse al seggio giudicale Guglielmo, con il nome di Guglielmo II Salusio V, tuttavia essendo questi un bambino, venne assegnata alla madre Benedetta la reggenza del regno fino a quando non avesse raggiunto la maggiore età. Sotto la debole reggenza di Benedetta, Pisa, e in particolare la famiglia dei Visconti, accrebbe enormemente la sua influenza sul giudicato. Infatti il podestà Ubaldo I Visconti, si recò in armi a Cagliari, usurpando il giudicato, e Benedetta dovette sposare Lamberto Visconti di Gallura, fratello di Ubaldo, che morì però nel 1223. Benedetta si risposò quindi per la terza volta nel con il lucchese Enrico di Ceola e quindi una quarta volta con il marchese Rinaldo Gualandi. Nel 1228 Ubaldo invase nuovamente il giudicato cagliaritano per assicurare la continuità della famiglia sulla sua amministrazione.
Nel frattempo alla morte di Benedetta, nel 1233, le succedette in modo completo il figlio Guglielmo II, già eletto giudice alla morte del padre Barisone. Egli era tuttavia ancora troppo giovane per regnare e quindi venne supportato dalla zia Agnese (madre di Adelasia di Torres) e dal suo secondo marito Ranieri della Gherardesca di Bolgheri che dovette fronteggiare gli attacchi di Ubaldo Visconti di Gallura. Nel 1235 divenuto maggiorenne Guglielmo II sottomise volontariamente il giudicato ai pisani. Questa decisione garantì a Guglielmo un regno senza guerre essendo egli totalmente manovrato da Pisa. Il territorio fu di fatto governato dalle famiglie pisane dei Visconti, dei della Gherardesca, e dei conti di Capraia. Guglielmo II morì presumibilmente nel 1250.
Erede di Guglielmo fu il figlio Giovanni Torchitorio V detto Chiano. Il suo regno fu breve ma importante in quanto impresse una svolta decisiva nella storia del giudicato. Frustrato dalla crescente interferenza di Pisa sugli affari interni, Chiano si rivolse alla repubblica di Genova. Nel febbraio 1256, inviò due procuratores a Genova per firmare un patto, che fu siglato il 20 aprile e ratificato il 25 maggio. Con questo trattato il giudicato di Cagliari divenne alleato di Genova che si impegnava a dare assistenza militare in tutte le guerre mentre Chiano divenne cittadino genovese. Egli concesse a Genova l'esportazione del sale senza tasse e infine donò Castel di Castro ai genovesi. Pisa reagì con Gherardo e Ugolino della Gherardesca, a cui furono inviati rinforzi su otto navi, che furono i primi a prendere l'iniziativa. Da Genova, partirono per la Sardegna ventiquattro galere. Lungo la rotta la flotta ligure catturò alcune navi pisane presso Porto Pisano, ma giunse a Cagliari troppo tardi e Chiano venne sconfitto e catturato. Successivamente fu assassinato da un pisano a Santa Igia tra 17 luglio e 15 ottobre 1256.

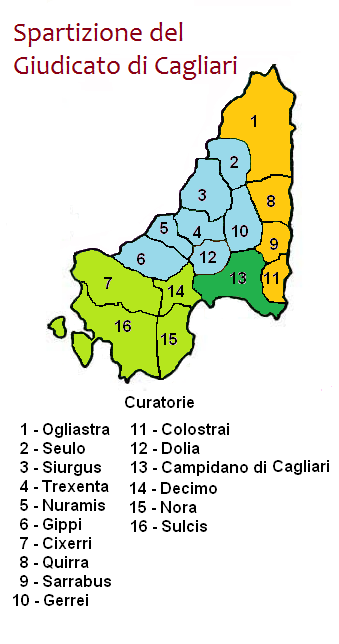
Spartizione del giudicato nel 1258; in verde scuro al comune di Pisa, in verde chiaro al conte Gherardo della Gherardesca e al conte Ugolino della Gherardesca; in giallo al giudicato di Gallura; in azzurro al giudicato di Arborea

Il successore di Chiano fu Guglielmo, che prese il nome di Guglielmo III Salusio VI (noto anche come Guglielmo di Cepola) e che fu l'ultimo giudice di Cagliari. Egli era cugino dello stesso Chiano (forse figlio di Maria, secondogenita di Benedetta) ed era stato indicato da quest'ultimo come suo erede. Guglielmo seguì il suo predecessore in una politica a favore della repubblica di Genova, espellendo tutti i pisani da Castel di Castro. 
Immediatamente le famiglie pisane nella regione, i della Gherardesca, Guglielmo di Capraia giudice di Arborea, Giovanni Visconti giudice di Gallura, radunarono una potente armata e, con l'aiuto dell'ammiraglio pisano Oddo Gualduccio, riconquistarono il castello di Castro e assediarono Santa Igia, che, non ricevendo aiuti dai genovesi, fu costretta ad arrendersi (luglio 1258) e fu totalmente distrutta.

### La fine del giudicato
Guglielmo III fu deposto ed il territorio del giudicato venne diviso in tre parti e spartito fra il giudicato di Gallura, cui toccò la parte di nord-orientale (Ogliastra, Sarrabus), il giudicato di Arborea, che si annetté la parte zona centro-settentrionale, e la famiglia della Gherardesca, cui spettò la regione occidentale del Sulcis-Iglesiente.
I tre "terzi" del giudicato seguirono sorti diverse: 
- Il terzo della Gallura fu incorporato nei territori pisani nel 1287.
- Il terzo del giudicato della famiglia della Gherardesca fu diviso i due parti (due sesti)[34], la parte meridionale fu assegnata agli eredi di Gherardo (fino al 1355) mentre il Cixerri al conte Ugolino e agli eredi, i figli Guelfo e Lotto (fino al 1295). Sotto il dominio di Ugolino della Gherardesca nel Cixerri fu fondata la città mineraria di Villa di Chiesa (attuale Iglesias) dove il conte finanziò la costruzione di varie opere tra cui il castello di Salvaterra e la cattedrale di Santa Chiara (1284).
- Il terzo di Arborea seguì le sorti di questo giudicato finché alla morte di Mariano II di Arborea nel 1297, Pisa ne ottenne il possesso, tramite eredità, dal defunto giudice arborense[35]. La repubblica pisana si impadronì quindi delle curatorie di Gippi, Nuraminis, Trexenta, Marmilla inferiore, Dolia, Siurgus, Gerrei, e Barbagia di Seùlo, corrispondenti a larga parte della Sardegna centro-sud-orientale. L'amministrazione, come nel terzo della Gallura, fu affidata ad un vicario e ad un Breve[35].

Castel di Castro passò invece sotto il diretto controllo del comune di Pisa fino al 1326 quando venne conquistata dall'esercito catalano-aragonese divenendo capitale del neonato regno di Sardegna con il nome di Castell de Càller.

## Giudici di Cagliari (1000 circa-1258)
I giudici di Cagliari furono in totale 12 appartenenti a due dinastie, i Laconi-Gunale e i Lacon-Massa.

## Amministrazione

San Pietro dei Pescatori

### Santa Igia
Santa Igia era la capitale del giudicato, benché la corte al tempo fosse itinerante. Essa nacque nei primi dell'VIII secolo quando gli abitanti di Caralis incominciarono a sfollare verso lo stagno di Santa Gilla per trovare rifugio dalle scorrerie dei pirati musulmani. La città, dotata di mura, porto, castello, cattedrale e palazzo giudicale, contava circa 10-15.000 abitanti di tutti i ceti sociali. Fu distrutta nel 1258 dai pisani e i loro alleati sardi e oggi ne rimane in piedi soltanto un edificio: la chiesa di San Pietro dei Pescatori (secolo XII), ubicata nel quartiere cagliaritano di Stampace, donata nel 1089 da Costantino I Salusio II ai benedettini di Marsiglia.

### Curatorie

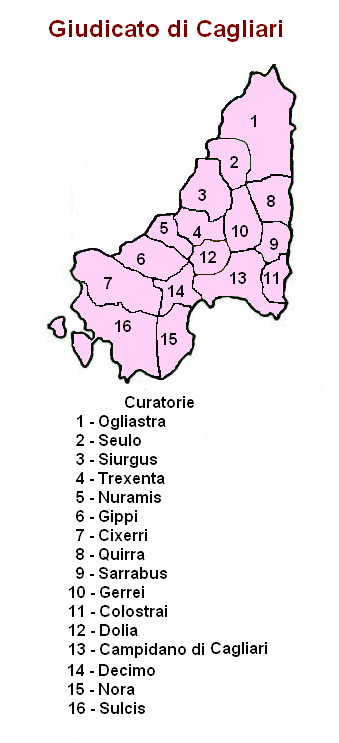
Le curatorie del giudicato di Cagliari

Il giudicato era organizzativamente strutturato in 16 curatorie (o partes), derivati dalla suddivisione amministrativa romana prima e bizantina poi. La curatoria era amministrata da un curatores nominato dal giudice, ed era a sua volta suddivisa in villaggi (detti biddas). Ogni villaggio era amministrato da un majore, nominato dal curatores, con incarichi fiscali, giudiziari e di sicurezza.
Il giudicato di Cagliari era organizzato in 16 curatorie:
- Curatoria dell'Ogliastra
- Curatoria di Seulo
- Curatoria di Siurgus
- Curatoria del Gerrei
- Curatoria di Quirra
- Curatoria della Trexenta
- Curatoria di Nuraminis
- Curatoria di Dolia
- Curatoria del Campidano di Cagliari
- Curatoria del Sarrabus
- Curatoria di Colostrai
- Curatoria di Gippi
- Curatoria del Cixerri
- Curatoria di Decimo
- Curatoria di Nora
- Curatoria del Sulcis

Oggi i nomi delle curatorie sono usati per indicare delle subregioni della Sardegna, anche se i confini attuali spesso non coincidono con quelli antichi, peraltro non facilmente definibili in modo preciso.

### Carta de Logu caralitana
La giustizia era regolata dalla Carta de Logu caralitana di cui oggi ne rimangono alcune tracce nell'Archivio Generale della Corona di Aragona a Barcellona grazie alla traduzione fatta da un pisano nel 1325 per il re d'Aragona.

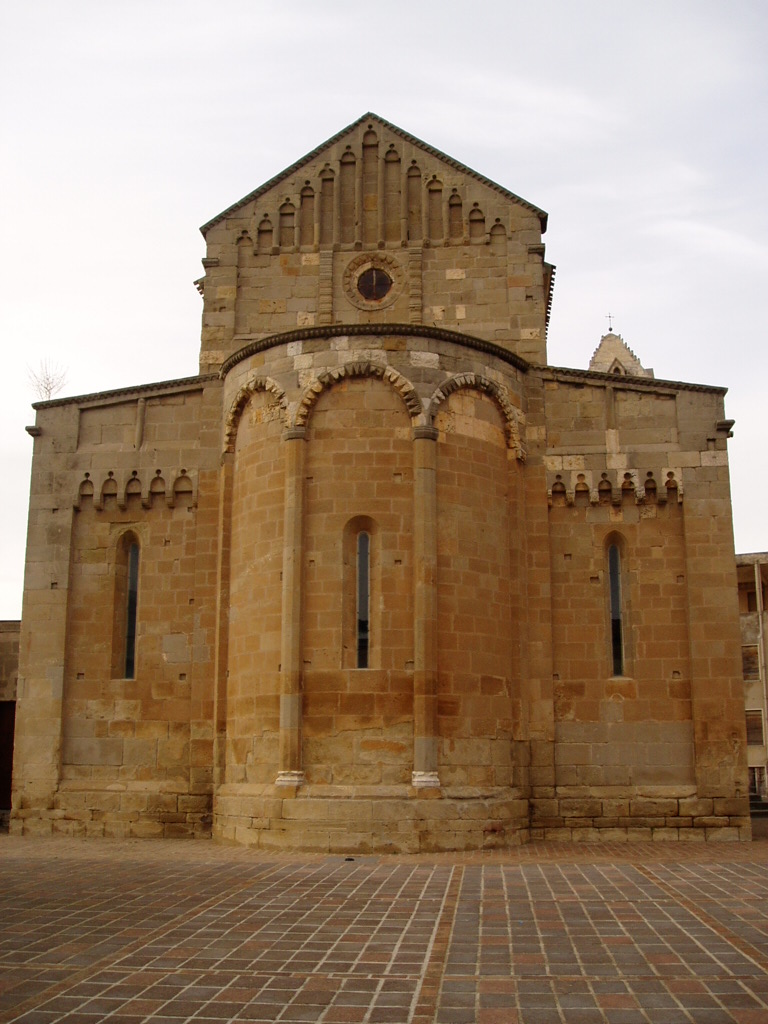
Abside della chiesa di San Pantaleo, Dolianova

### Diocesi
Le parrocchie del giudicato di Cagliari dipendevano dall'arcidiocesi di Cagliari, avente sede a Santa Igia, e dalle diocesi di Suelli, Sulci e Dolia con sedi rispettivamente a Suelli, Sant'Antioco-Tratalias e San Pantaleo

## Castelli
Nel territorio giudicale erano presenti i seguenti castelli:
- Castello di Acquafredda a Siliqua
- Castello di Medusa a Lotzorai
- Castello di Sassai a Silius
- Castello di Tissilo a Ulassai
- Castello de La Rosa a Gairo
- Castello di Monte Oladiri a Monastir
- Castello di Osini a Osini

Altri, come il castello di San Michele di Cagliari e il castello di Gioiosaguardia di Villamassargia, sono forse di epoca successiva.